# Per Engström (född 1963)
För andra personer med samma namn, se Per Engström
Per Evert Engström, född 13 april 1963 i Värnamo församling i Jönköpings län, är en svensk författare. Han debuterade 1992 med diktsamlingen Noggrant prat. Debuten följdes upp femton år senare med 2007 års  Parkerna i gläntan, vetskapen om atmosfären och hela arbetet med lyckan, vilken rosades av kritikerna. För boken fick han även motta Albert Bonniers stipendiefond för yngre och nyare författare 2008.
Engström arbetar även med tidskriften och förlaget Pequod.
Per Engström är sedan 1990 gift med Elisabet Apelmo (född 1964).

## Priser och utmärkelser
- 2008 - Albert Bonniers stipendiefond för yngre och nyare författare

### Fotnoter
1. ↑   Sveriges befolkning 1970 (Version 1.00). Stockholm: Sveriges släktforskarförb. 2002. Libris 8861349. ISBN 91-87676-31-1
2. 1 2  ”Per Engström”. Albert Bonniers Förlag. https://www.albertbonniersforlag.se/forfattare/19793/per-engstrom/. Läst 12 juni 2012.
3. ↑  ”Stipendier”. Albert Bonniers Förlag. Arkiverad från originalet den 12 september 2012. https://web.archive.org/web/20120912093532/http://www.albertbonniersforlag.se/Om-forlaget/Stipendier/. Läst 12 juni 2012.
4. ↑   Sveriges befolkning 1990. Ramsele: Svensk arkivinformation (SVAR), Riksarkivet. 2011. Libris 12076919. ISBN 9789188366917